# 116-я гвардейская штурмовая авиационная база (Беларусь)
116-я гварде́йская штурмова́я авиацио́нная Ра́домская Краснознамённая ба́за (бел. 116-я гвардзейская штурмавая авіяцыйная Радамская Чырвонасцяжная база) — соединение военно-воздушных сил Республики Беларусь. Место дислокации — аэродром Лида.

## История наименований
- 563-й истребительный авиационный полк;
- 116-й гвардейский истребительный авиационный полк;
- 116-й гвардейский истребительный авиационный Краснознамённый полк;
- 116-й гвардейский истребительный авиационный Радомский Краснознамённый полк;
- 16-й гвардейский авиационный Радомский Краснознамённый полк истребителей-бомбардировщиков;
- 116-й гвардейский бомбардировочный авиационный Радомский Краснознамённый полк;
- 116-я гвардейская Радомская Краснознамённая авиационная база;
- 116-я гвардейская Радомская Краснознамённая разведывательно-бомбардировочная авиационная база;
- 116-я гвардейская штурмовая авиационная Радомская Краснознамённая база;
- Полевая почта 42048;
- Полевая почта 81776 (с 1953 года).

## История

### Великая Отечественная война
Часть была сформирована как 563-й истребительный авиаполк двухэскадрильного состава на подмосковных аэродромах Раменское и Клин с 12 по 17 сентября 1941 года. На вооружении полка были самолёты И-16 и МиГ-3. 17 сентября 1941 года 563-й иап вошёл в состав 2-й резервной авиационной группы. 7 октября 1941 года 563-й ИАП получил два новых МиГ-3 от 158-го истребительного полка, который уходил в тыл, и на 19 октября 1941 года насчитывал в своём составе 4 самолёта МиГ-3 и 7 самолётов И-16.
В конце января 1942 года 563-й ИАП выведен на переформирование, до апреля 1942 года был укомплектован истребителями Як-1. С 13 апреля 1942 года полк действовал на Брянском фронте. В июне 1942 года 563-й иап базировался в Орловской области. После доукомплектовании 563-й иап действовал на Воронежском фронте. С конца лета 1942 года 563-й иап участвовал в обороне Сталинграда. В боях за Сталинград полк осуществил 110 воздушных боёв, сбил 57 самолётов противника в воздухе и штурмовыми действиями уничтожил на аэродромах 9 самолётов противника.
9 марта 1943 года 563-й иап перебазировался под Курск, где принял участие в боях на Курской дуге. 3 сентября 1943 года преобразован в 116-й гвардейский истребительный авиационный полк. 8 октября 1943 года 116-й иап был награждён орденом Красного Знамени.
В феврале 1945 года за прикрытие наземных войск и успешное выполнение боевых задач по овладению польским городом Радом 116-му ИАП было присвоено почётное наименование «Радомский».
Во время войны лётчики полка участвовали в 519 воздушных боях, из них 194 групповых, сбили 316 самолётов противника; полк потерял 62 лётчика и 105 самолётов.

### Послевоенный период
В 1982 году 116-й гв. иап получил на вооружение Су-24. Боевая мощь полка увеличилось более чем в три раза.
В связи с подписанием договора о сокращении обычных вооружений в Центральной Европе и процессом перестройки в СССР, в июле—августе 1989 года полк был перебазирован с аэродрома Бранд на аэродром Россь в Беларуси. В Белорусский военный округ 116-й гв. иап прибыл в составе трёх эскадрилий по 10 Су-24М в каждой. Полк вошёл в состав 1-й гвардейской бомбардировочной дивизии.

### Республика Беларусь
В июле 1992 года полк вошёл в состав ВВС РБ, личный состав принял присягу на верность Республике Беларусь.
Во время реформы ВВС РБ 116-й гв. иап был переформирована в 116-ю гвардейскую бомбардировочной авиационную базу с сохранением всех наград и почётных наименований.
В июле 1994 года в состав авиабазы была включена разведывательная эскадрилья на самолётах Су-24МР.
В июле 2010 года 116-я гв. БРАБ была расформирована. В Лиде путём объединения 116-й БРАБ и 206-й штурмовой авиабазы была сформирована 116-я гвардейская штурмовая авиационная база с сохранением наград и почётных наименований 116-й БРАБ. К имеющимся в Лиде Су-25 из России переданы несколько Су-24М.
В феврале 2012 года министерство обороны Беларуси объявило о решении снять все самолёты Су-24М/МР с вооружения ВВС и ПВО Беларуси. Затраты на поддержание летной готовности Су-24 были признаны неоправданно большими. Таким образом на 2012 год 116-я гвардейская штурмовая авиационная база имела только штурмовики Су-25 и Су-25УБ.

## Авиационные происшествия
- 12 июня 2012 года во время выполнения плановых полётов на территории авиационного полигона произошло крушение штурмовика Су-25. Погиб пилот — начальник отделения боевой подготовки авиабазы, военный лётчик 1-го класса гвардии подполковник Николай Гриднев.
- 30 сентября 2014 года при проведении плановых полётов Су-25 разбился в Лидском районе. Лётчик катапультировался. Причина проишествия — пожар, вызванный коротким замыканием из-за нарушения целостности изоляции от трения жгута и трубопровода.
- 19 мая 2021 года потерпел катастрофу Як-130, экипаж в составе гвардии майора Андрея Ничипорчика и гвардии лейтенанта Никиты Куконенко погиб. Причиной катастрофы явилась техническая неисправность и как следствие, потеря управления. Чтобы избежать жертв среди населения (полёт выполнялся над городом) лётчики уводили падающий самолёт от жилых домов. Для безопасного катапультирования экипажу не хватило высоты[3].

## Отличившиеся лётчики
- Ничипорчик Андрей Владимирович, гвардии майор, командир звена 116-й гвардейской штурмовой авиационной базы Указом Президента Белоруссии от 24 ноября 2021 года за мужество и героизм, проявленные при исполнении воинского долга удостоен звания Герой Беларуси. Посмертно.
- Куконенко Никита Борисович, гвардии лейтенант, летчик 116-й гвардейской штурмовой авиационной базы Указом Президента Белоруссии от 24 ноября 2021 года за мужество и героизм, проявленные при исполнении воинского долга удостоен звания Герой Беларуси. Посмертно.

## Вооружение
- Су-25[2]
- Су-25УБ[2]
- Л‑39[4]
- Як-130[4]